# 高雅
高 雅（こう が　生没年不詳）は、中国後漢末期の武将。呂布配下。于禁伝に記載がある。

## 活躍
曹操に叛いた張超、陳宮に迎え入れられ、兗州に入った呂布は濮陽を奇襲。鄄城・東阿・范をのぞいた兗州一帯を制圧した。興平元年（194年）、徐州から帰還した曹操と呂布は濮陽で交戦した。
その際、高雅は別働隊を率いて濮陽の南にある呂布の別陣2つを破った曹操の将・于禁に、須昌で敗れた。

## 参考資料
- 『三国志』